# Miss Tierra 2002
Miss Tierra 2002, la segunda edición del concurso Miss Tierra, se llevó a cabo en el Folk Arts Theater en Ciudad de Quezón (Filipinas) el 29 de octubre.
Representantes provenientes de cincuenta y tres países y territorios compitieron por el título en esta edición del concurso, superando el número de participantes del Miss Internacional 2002, convirtiéndose así en el tercer mayor concurso internacional del mundo en cuanto a número de participantes. Al final del evento, Miss Tierra 2001, Catharina Svensson de Dinamarca, coronó como su sucesora a Džejla Glavović de Bosnia y Herzegovina. Sin embargo, el 28 de mayo de 2003, la Fundación Miss Tierra le destronó oficialmente «debido a su incumplimiento de lo estipulado en su contrato». La primera finalista, Winfred Omwakwe de Kenia, asumió el cargo de Miss Tierra 2002, y fue coronada como la nueva titular el 7 de agosto.

## Resultados
| Resultados finales       | Finalistas |
| ------------------------ | --- |
| Miss Tierra 2002         | - Kenia - Winfred Omwakwe |
| Miss Tierra - Aire 2002  | - Bosnia y Herzegovina - Džejla Glavović |
| Miss Tierra - Agua 2002  | - R.F. Yugoslavia- Sladjana Bozovic (Miss Aire) |
| Miss Tierra - Fuego 2002 | - Grecia - Juliana Patricia Drossou (Miss Agua) |
| Semifinalistas (Top 10)  | - Chile - Nazhla Sofía Abad - Colombia - Diana Patricia Botero - Perú - Claudia Ortiz de Zevallos - Finlandia - Elina Hurve (Miss Fuego) - España - Cristina Carpintero - Filipinas - April Rose Lim Perez |

### Premios especiales
| Premio                   | Candidata                              |
| ------------------------ | -------------------------------------- |
| Miss Fotogénica          | Filipinas - April Ross Perez           |
| Mejor Traje Nacional     | Corea - Lee Jin-ah                     |
| Miss Simpatía            | Gibraltar - Charlene Gaiviso           |
| Miss Talento             | Bosnia y Herzegovina - Džejla Glavović |
| Mejor en Traje de Baño   | Colombia - Diana Patricia Botero       |
| Mejor en Vestido de Gala | Perú - Claudia Ortiz de Zevallos       |

### Respuesta ganadora
- Pregunta final en Miss Tierra 2002: «¿Qué tiene más importancia a su vida en este momento, un amanecer o una puesta de sol?»
- Respuesta final de Miss Tierra 2002
  - «Para mí, el amanecer y el atardecer son muy importantes. Pero debo decir, la salida del sol es más importante. Espero un día más brillante. Un día en que todos vamos a poner nuestras manos para luchar contra todos los problemas ambientales y vivir una vida mejor. Por lo tanto, creo que todos nosotros nos gustaría que nuestros hijos tengan un mejor día, un día que se puede respirar aire puro y beber agua fresca y vivir una vida feliz». - Winnie Ada Omwakwe (Kenia).

## Candidatas
Esta es la lista de las candidatas y al país que representan en Miss Tierra 2002.
| - Albania - Anjeza Maja - Alemania - Miriam Thiele - Argentina - Mercedes Apuzzo - Australia - Ineke Candice Leffers - Barbados - Ramona Ramjit - Bélgica - Stéphanie Moreel - Bolivia - Susana Valeria Vaca Díez - Bosnia y Herzegovina - Džejla Glavović - Canadá - Melanie Grace Bennett - Chile - Nazhla Sofía Abad González - China - Zhang Mei - Colombia - Diana Patricia Botero Ibarra - Corea - Lee Jin-ah - Costa Rica - María del Mar Ruiz Carballo - Dinamarca - Julie Kristen Villumsen - República Dominicana - Yilda Santana Subervi - Egipto - Ines Gohar - El Salvador - Elisa Sandoval Rodríguez - España - Cristina Carpintero - Estados Unidos - Casey Marie Burns - Estonia - Merilin Malmet - Filipinas - April Rose Lim Perez - Finlandia - Elina Hurve - Ghana - Beverly Asamoah Jecty - Gibraltar - Charlene Gaiviso - Reino Unido - Louise Glover - Grecia - Juliana Patricia Drossou | - Guatemala - Florecita de Jesús Cobián Azurdia - Honduras - Leslie Paredes Barahona - Hungría - Szilvia Toth - India - Reshmi Ghosh - Kenia - Winnie Adah Omwakwe - Kosovo - Mirjeta Zeka - Líbano - Raghida Antoun Farah - Malasia - Pamela Ramachandran - México - Libna Viruega Roldán - Nepal - Nira Gautam - Nicaragua - Yahoska María Cerda Urbina - Nigeria - Vanessa Ibiene Ekeke - Noruega - Linn Naimak Olaisen - Panamá - Carolina Lilibeth Miranda Samudio - Paraguay - Adriana Raquel Baum Ramos - Perú - Claudia Ortiz de Zevallos - Polonia - Agnieszka Portka - Puerto Rico - Deidre Rodríguez - República Checa - Apolena Tůmová - Singapur - Gayathri Unnijkrishan - Suiza - Jade Chang - Tailandia - Lalita Apaiwong - Tanzania - Tausi Abdalla - Uganda - Martha Semegura Nambajjwe - Venezuela - Dagmar Catalina Votterl Peláez - Yugoslavia - Sladjana Bozovic |

### Renuncia
- Brasil - Adriana Luci de Souza Reis